# Lyn Alicia Henderson
Lyn Alicia Henderson est une actrice américaine connue pour son rôle de Pamela Olbes dans la série télévisée Urgences.

## Filmographie
- 1993 : Three of Hearts : étudiante
- 1995-2009 : Urgences : Pamela Olbes (149 épisodes)
- 1997 : The Relic : Perri Massai
- 1997 : Breast Men : patiente
- 2001 : Chasing Destiny :
- 2004 : Girl Play : femme dans le bar
- 2005 : Medium : infirmière
- 2005 : Meet the Santas : Mme Glenn
- 2006 : Scrubs : Rebecca
- 2007 : McBride Semper Fi :
- 2007 : The L Word : professeur
- 2008 : Eli Stone : Dr Betty Lenz (2 épisodes)
- 2009 : He's Such a Girl : Shelby
- 2009 : Always and Forever : Susie
- 2009 : Esprits criminels (saison 5, épisode 5) : Dr Kathleen Dekeyser
- 2010 : Art House : Elaine
- 2012 : Dr House : Vet
- 2012 : Model Minority :
- 2013 : Life of a King : Mme Gadbaw
- 2013-2015 : Mom : Susan
- 2014 : Mon oncle Charlie : Patricia
- 2014 : Mentalist : technicienne de labo
- 2015-2016 : Code Black : médecin
- 2020 : Rencontre fatale (Fatal Affair) : détective Larson